# Numb/Encore
Numb/Encore – pierwszy singel z albumu Collision Course zespołu crossoverowego Linkin Park oraz rapera Jaya-Z, który powstał na zasadzie mashup na potrzeby MTV. Jest to miks piosenki „Numb” oraz „Encore”. Potem zmiksowano następne utwory i powstało 5 kolejnych piosenek, które wraz z „Numb/Encore” znajdują się na EP Collision Course.